# Al Ghaydah (huyện)
Huyện Al Ghaydah là một huyện thuộc tỉnh Al Mahrah, Yemen. Đến thời điểm năm 2003, huyện này có dân số 27404 người